# Selim Tataroğlu
Selim Tataroğlu (geboren als Zelimchan Magomedov am 24. April 1972 in Tschetscheno-Inguschetien) ist ein ehemaliger türkischer Judoka. Er gewann vier Medaillen bei Weltmeisterschaften (zweimal Silber und zweimal Bronze) und zwölf Medaillen bei Europameisterschaften (viermal Gold, zweimal Silber und sechsmal Bronze). Bei Olympischen Spielen war einmal Fünfter und einmal Siebter.

## Sportliche Karriere
Der 1,90 m große Selim Tataroğlu gewann als Zelimchan Magomedov 1992 den Junioren-Europameistertitel. Ende 1992 siegte er bei den russischen Meisterschaften in der offenen Klasse und belegte im Schwergewicht den zweiten Platz hinter Jewgeni Pechurow. 1993 belegte er mit der türkischen Mannschaft den dritten Platz bei den Teameuropameisterschaften. 1994 erreichte er bei den Europameisterschaften in Danzig das Halbfinale im Schwergewicht. Nachdem er das Halbfinale gegen den Polen Rafał Kubacki verloren hatte, siegte er im Kampf um Bronze gegen den Russen Murat Chasanow. Bei den Weltmeisterschaften 1995 in Chiba unterlag er im Achtelfinale des Schwergewichts-Wettbewerbs gegen den Franzosen David Douillet. Mit drei Siegen in der Hoffnungsrunde erreichte er den Kampf um eine Bronzemedaille und verlor gegen den Japaner Naoya Ogawa. In der offenen Klasse verlor er im Halbfinale gegen Douillet. Anschließend gewann er eine Bronzemedaille gegen den Kubaner Frank Moreno.
Bei den Europameisterschaften 1996 in Den Haag unterlag Selim Tataroğlu im Halbfinale des Schwergewichts gegen den Russen Sergei Kossorotow, gewann aber den Kampf um Bronze gegen den Deutschen Ralf Koser. In der offenen Klasse erreichte er das Finale und erhielt Silber hinter dem Esten Indrek Pertelson. Zwei Monate später schied er bei den Olympischen Spielen 1996 in Atlanta frühzeitig aus. In seinem ersten Kampf unterlag er dem Spanier Ernesto Pérez durch eine Yuko-Wertung. In der ersten Runde der Hoffnungsrunde verlor er gegen den Deutschen Frank Möller nach 1:47 Minuten.
Im Jahr darauf gewann Selim Tataroğlu bei den Europameisterschaften 1997 in Ostende den Titel im Schwergewicht durch einen Finalsieg über Ernesto Pérez. In der offenen Klasse unterlag er im Halbfinale dem Belgier Harry Van Barneveld, sicherte sich aber eine Bronzemedaille durch einen Sieg über den Niederländer Dennis van der Geest. Bei den Weltmeisterschaften 1997 in Paris trat Tataroğlu nur im Schwergewicht an. Er besiegte Rafał Kubacki, Indrek Pertelson und Frank Möller. Im Halbfinale verlor er gegen David Douillet und im Kampf um eine Bronzemedaille unterlag er dem Russen Tamerlan Tmenow. Im Mai 1998 bei den Europameisterschaften in Oviedo trat Selim Tataroğlu wieder in beiden Wettbewerben an. Im Schwergewicht besiegte er im Viertelfinale den Ungarn Imre Csősz. Nach seiner Halbfinalniederlage gegen Tamerlan Tmenow bezwang er im Kampf um eine Bronzemedaille Frank Möller. In der offenen Klasse gewann er das Halbfinale gegen Dennis van der Geest und das Finale gegen Harry Van Barneveld. Auch bei den Europameisterschaften 1999 in Bratislava trat Tataroğlu zweimal an. Im Schwergewicht unterlag er wie im Vorjahr im Halbfinale Tamerlan Tmenow, im Kampf um Bronze bezwang er den Weißrussen Ruslan Scharapau. In der offenen Klasse siegte er im Halbfinale über den Slowaken Semir Pepic und im Finale über Ernesto Peréz. Vier Monate später lagen bei den Weltmeisterschaften in Birmingham drei Tage zwischen den Wettkämpfen. Im Schwergewicht unterlag Tataroğlu im Viertelfinale gegen den Japaner Shinichi Shinohara, mit Siegen über den Kubaner Vladimir Sanchez, den Polen Rafał Kubacki und den Deutschen Frank Möller erkämpfte er sich eine Bronzemedaille. Drei Tage später in der offenen Klasse bezwang er im Halbfinale den Georgier Aleksi Dawitaschwili, im Finale unterlag er Shinichi Shinohara. Im Olympiajahr 2000 schied Selim Tataroğlu bei den Europameisterschaften in Breslau im Schwergewicht frühzeitig aus. In der offenen Klasse erreichte er mit einem Sieg über den Franzosen Jérôme Dreyfus das Finale, dort unterlag er dem Spanier Aythami Ruano.
Bei Olympischen Spielen stand seit 1988 nur das Schwergewicht im Programm. Beim olympischen Turnier in Sydney 2000 siegte Selim Tataroğlu in seinem Auftaktkampf gegen den Georgier Aleksi Dawitaschwili nach einem Kampf über die volle Zeit. Das Achtelfinale gegen David Douillet endete nach 3:43 Minuten zugunsten des Franzosen. Nach zwei Ippon-Siegen über Harry van Barneveld und Ernesto Peréz in der Hoffnungsrunde verlor Tataroğlu den Kampf um Bronze gegen Tamerlan Tmenow nach 1:36 Minuten.
Die Europameisterschaften 2001 fanden in Paris statt. Im Halbfinale des Schwergewichts unterlag Tataroğlu dem Russen Tamerlan Tmenow, den Kampf um Bronze gewann er gegen Jérôme Dreyfus. In der offenen Klasse verlor Tataroğlu im Viertelfinale gegen den anderen Russen Alexander Michailin und im ersten Kampf der Hoffnungsrunde gegen Dreyfus. Zwei Monate später bei den Weltmeisterschaften in München trat Tataroğlu nur im Schwergewicht an. Im Halbfinale bezwang er Indrek Pertelson, im Finale unterlag er Alexander Michailin. 2002 und 2003 schied er bei internationalen Meisterschaften frühzeitig aus. 2004 bei den Europameisterschaften in Bukarest siegte er im Schwergewichts-Viertelfinale über den Georgier Lascha Gudschedschiani. Im Halbfinale bezwang er den Deutschen Andreas Tölzer und das Finale gewann er gegen den Esten Indrek Pertelson.
Bei den Olympischen Spielen 2004 in Athen gewann Tataroğlu seinen Auftaktkampf gegen Lascha Gudschedschiani nach 3:22 Minuten. Das Achtelfinale gegen den Iraner Mahmoud Miran dauerte 3:28 Minuten, dann hatte der Iraner wegen Passivität des Türken gewonnen. Nach zwei Siegen in der Hoffnungsrunde schied er gegen Indrek Pertelson nach 4:37 Minuten aus und belegte den siebten Platz. 2005 belegte Tataroğlu im Schwergewicht noch einmal den fünften Platz bei den Europameisterschaften. 1997 hatte Selim Tataroğlu im Finale der Mittelmeerspiele gegen David Douillet verloren. Zum Abschluss seiner Karriere gewann er das Finale 2005 gegen den Italiener Paolo Bianchessi.